# Asiaephorus sythoffi
Asiaephorus sythoffi là một loài bướm đêm thuộc họ Pterophoridae. Nó được tìm thấy ở Java.
Sải cánh dài 16–18 mm.